# Again (singel Alice in Chains)
Again – trzeci singel amerykańskiego zespołu muzycznego Alice in Chains, promujący album studyjny Alice in Chains, wydany w listopadzie 1995. Czas trwania wynosi 4 minuty i 5 sekund, co sprawia, że kompozycja jest jedną z krótszych wchodzących w skład płyty. Autorem tekstu jest Layne Staley, muzykę skomponował Jerry Cantrell.
Singel został opublikowany w lutym 1996 nakładem Columbia. W Europie i Azji ukazał się w rozszerzonej wersji, zawierającej na stronach B remiksy utworu autorstwa belgijskich muzyków Oliviera Adamsa i Pragi Khana. Teledysk nominowany był do nagrody MTV Video Music Award w kategorii Best Hard Rock Video, natomiast sama kompozycja została wyróżniona nominacją do nagrody Grammy w kategorii Best Hard Rock Performance.

## Historia nagrywania
Utwór „Again” został skomponowany przez Jerry’ego Cantrella w okresie, gdy działalność zespołu była zawieszona. Muzyk odbywał próby w swoim domu, rejestrując pomysły z myślą o debiutanckim albumie solowym. Scott McCullum, perkusista formacji Gruntruck, współpracował wraz z Cantrellem przy nagraniach. Partie gitar rejestrowane były przez Darrella Petersa. Muzycy nagrali trzy utwory, z czego dwa zostały wykorzystane na albumie Alice in Chains. Jedną z nich była kompozycja „Again”. Charakterystyczny styl bębnienia jest autorstwa McCulluma.

## Analiza
Autorem tekstu jest Layne Staley. Warstwa liryczna opowiada o możliwości przebaczenia za popełnione wcześniej błędy. W tekście pojawiają się także odniesienia do zdrady najbliższej osoby.

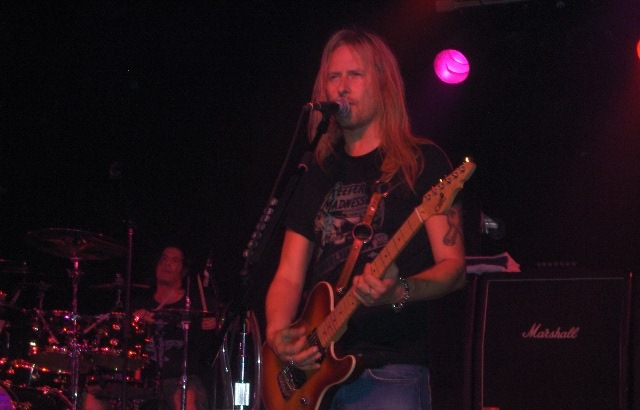
„Again” został skomponowany przez Cantrella z myślą o solowym albumie

Muzykę skomponował Jerry Cantrell. Kompozycja opiera się na prostej strukturze trzech ciężkich riffów – palm muting, główny riff i interludium. Muzyk w rozmowie z magazynem „Guitar World” przyznał: „Kocham ten riff. Jest tak popieprzenie mielący. To najgorszy, najstraszniejszy ton, ale w dalszym ciągu w jakiś sposób jest kontrolowany”. Utwór rozpoczyna się od charakterystycznego tłumienia strun tuż przy mostku podczas kostkowania, co daje charakterystyczną technikę zwaną palm muting, połączoną z brzmieniem sekcji rytmicznej. Cantrell: „Otrzymuję te harmoniczne na niskim E, gdzieś na trzecim i czwartym progu. Akordy są takie same, ale gram je od tyłu, co tworzy takie wirujące uczucie”. W refrenach utwór zyskuje na dodatkowym ciężarze i większej dynamice. Partie wokalu prowadzącego sprawuje Staley. „Miałem riff do tego numeru i pewien pomysł na wokal, a Layne przyszedł z czymś znacznie lepszym; postanowiłem więc wyrzucić swoją ideę do cholernego kosza” – przyznał Cantrell w rozmowie z magazynem „Guitar”. Charakterystyczne sekwencje „toot, toot”, zostały wymyślone i opracowane przez Staleya, w trakcie gdy nagrywał on wokale do utworu w studiu.

## Teledysk
Teledysk został zrealizowany w marcu 1996. Reżyserem jest George Vale. Procesem produkcji zajęło się przedsiębiorstwo O Pictures, a producentem wykonawczym jest Jo Ann Thrailkill. Fabuła wideoklipu przedstawia grupę wykonującą utwór w specjalnie zawieszonej klatce. Staley występuje w czarnych rękawiczkach, które zasłaniają nakłucia od igieł. Jest to spowodowane zaawansowanym uzależnieniem od heroiny. Wideoklip dostępny jest na albumie kompilacyjnym Music Bank: The Videos (1999).

## Wydanie
Singel został opublikowany w lutym 1996. Na terenie Belgii i Japonii ukazał się w rozszerzonych wydaniach, wzbogaconych o remiksy utworu autorstwa Oliviera Adamsa i Pragi Khana. Jerry Cantrell w notatce dołączonej do box setu Music Bank (1999) przyznał: „Ten facet, Praga Khan, zrobił trzy remiksy tej piosenki. One mi się nie podobają. Drugi z remiksów, Trip Hop Mix miał rogi i smyczki praktycznie bez brzmienia gitar i perkusji, które tak bardzo lubimy. Tattoo of Pain Mix był całkiem niezły. Zdecydowaliśmy się wydać te miksy na stronie B europejskiego singla. Osobiście nigdy nie przyzwyczaiłem się do myśli, że trzeba było dać kilka miejsc na dodatkowe piosenki”.
W późniejszym czasie utwór znalazł się na czterech albumach kompilacyjnych zespołu – Nothing Safe: Best of the Box (1999), Music Bank (1999), Greatest Hits (2001) oraz The Essential Alice in Chains (2006). Koncertowa wersja „Again” została zamieszczona na wydawnictwie Live z grudnia 2000. Wykonanie pochodzi z występu w Kiel Center z 2 lipca 1996.

## Odbiór

### Krytyczny
Terry Pettinger z magazynu „Circus” napisał: „W utworach «Again» i «Frogs», Staley cierpi męki z powodu zdrady przyjaciela. «Again» rozpoczyna się od gwałtownej, napędowej gitary Cantrella. W przeciwieństwie do stłumionego głosu Staleya, który opisuje mękę swojego świata, odwraca się do góry nogami i wyśmiewa pozornie niezrównoważonego przyjaciela”. Andy Stout z brytyjskiego miesięcznika „Metal Hammer” podkreślił, że utwór charakteryzuje się „wirującym refrenem wyskakującym z gęstego rytmu riffów”.

### Komercyjny
11 maja 1996 singel zadebiutował na 23. pozycji w zestawieniu opracowywanym przez tygodnik „Billboard” Mainstream Rock Tracks. Po dziewięciu tygodniach, 6 lipca uplasował się na miejscu 8. Łącznie notowany był przez okres dwudziestu sześciu tygodni. 15 czerwca „Again” zadebiutował na 36. lokacie Modern Rock Tracks, pozostając na liście przez sześć tygodni.
W zestawieniu końcoworocznym, opracowanym przez „Billboard”, „Again” uplasował się na 24. miejscu Mainstream Rock Tracks.

### Nagrody i nominacje
4 września 1996 teledysk został wyróżniony nominacją do nagrody MTV Video Music Award w kategorii Best Hard Rock Video. 26 lutego 1997, podczas gali w Madison Square Garden, „Again” został nominowany do nagrody Grammy w kategorii Best Hard Rock Performance.

## Utwór na koncertach
„Again” po raz pierwszy został wykonany na żywo w programie telewizyjnym Saturday Night Special 20 kwietnia 1996 w Los Angeles. 10 maja został zagrany w skróconej wersji wraz z „We Die Young”, podczas występu w talk-show Late Show with David Letterman. Kompozycja regularnie prezentowana była w trakcie trasy koncertowej Alive/Worldwide Tour na przełomie czerwca i lipca 1996, kiedy to zespół występował w roli supportu przed Kiss. Od momentu reaktywacji w 2005, utwór stale grany jest podczas tras grupy.
19 czerwca 2006, podczas koncertu w Kopenhadze w ramach Finish What we Started Tour, utwór został wykonany z gościnnym udziałem Coreya Taylora i Josha Randa z formacji Stone Sour.

## Lista utworów na singlu
singel CD (CSK 7656):
| Nr | Tytuł utworu | Autorzy                       | Długość |
| -- | ------------ | ----------------------------- | ------- |
| 1. | „Again”      | Layne Staley • Jerry Cantrell | 4:05    |

singel CD (SRCS 8248):
| Nr | Tytuł utworu           | Autorzy           | Długość |
| -- | ---------------------- | ----------------- | ------- |
| 1. | „Again”                | Staley • Cantrell | 4:05    |
| 2. | „Again” (Trip Hop Mix) | Staley • Cantrell | 4:38    |
|    |                        |                   | 8:43    |

singel CD (SAMPCD 3327):
| Nr | Tytuł utworu                 | Autorzy           | Długość |
| -- | ---------------------------- | ----------------- | ------- |
| 1. | „Again” (Club Mix)           | Staley • Cantrell | 4:11    |
| 2. | „Again” (Tattoo of Pain Mix) | Staley • Cantrell | 4:04    |
| 3. | „Again”                      | Staley • Cantrell | 4:05    |
|    |                              |                   | 12:20   |

## Personel
Opracowano na podstawie materiału źródłowego:
|  | Alice in Chains - Layne Staley – śpiew - Jerry Cantrell – gitara rytmiczna, gitara prowadząca, wokal wspierający - Mike Inez – gitara basowa, wokal wspierający - Sean Kinney – perkusja | Produkcja - Producent muzyczny: Toby Wright - Inżynier dźwięku: Toby Wright, Tom Nellen - Mastering: Stephen Marcussen w Marcussen Mastering Studio, Hollywood - Miksowanie: Toby Wright w Electric Lady Studios, Nowy Jork, asystent: John Seymour |

## Notowania
| Lista (1996)                               | Pozycja |
| ------------------------------------------ | ------- |
| Mainstream Rock Tracks (Stany Zjednoczone) | 8       |
| Modern Rock Tracks (Stany Zjednoczone)     | 36      |

### Notowania końcoworoczne
| Lista (1996)                               | Pozycja |
| ------------------------------------------ | ------- |
| Mainstream Rock Tracks (Stany Zjednoczone) | 24      |

## Interpretacje
- Zespół Mastodon wykonał cover utworu podczas internetowej ceremonii uhonorowania Alice in Chains przez Museum of Pop Culture nagrodą Founders Award 1 grudnia 2020[33].